# Viggiano
Viggiano er en by i provinsen Potenza, der indgår i regionen Basilicata i Italien.